# 広雅灘

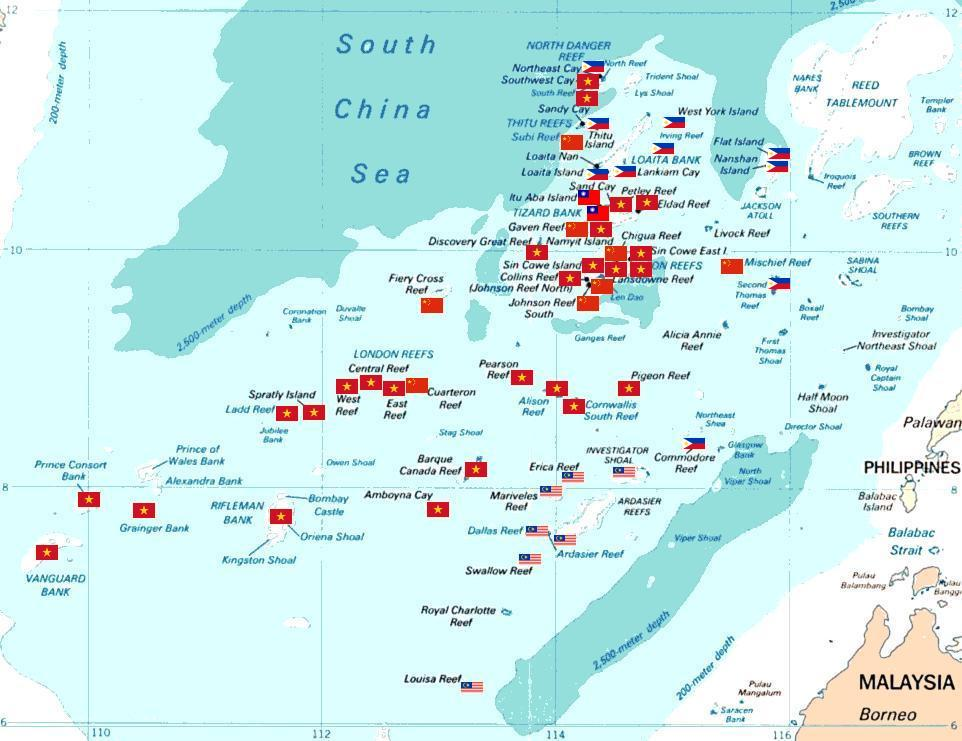
南沙諸島の実効支配状況

広雅灘（英語：Prince of Wales Bank、ベトナム語：Bãi Phúc Tần / 𣺽福秦）は、南沙諸島西部にある堆である。南薇灘から北西に64海里離れている。北西から南東までの長さは26キロ、幅は13キロ。
1990年からベトナムがこの堆を実効支配しているが、中華人民共和国と中華民国（台湾）も主権を主張している。